# Скандал
Скандал је термин који описује сензационални догађај или понашање. Често се односи на непристојни или срамотни јавни наступ. 
Реч долази од француског еквивалента scandale, који потиче од латинског scandalum ("дело") а скандалозно шта значи и "невероватно, невиђено". 
Појам скандал се често користи као синоним за аферу. 